# ۵٬۸-دی‌هیدروکسی-۱٬۴-نفتوکوینون
۵،۸-دی‌هیدروکسی-۱،۴-نفتوکوینون (به انگلیسی: 5,8-Dihydroxy-1,4-naphthoquinone) با فرمول شیمیایی C۱۰H۶O۴ یک ترکیب شیمیایی با شناسه پاب‌کم ۱۰۱۴۱ است. که جرم مولی آن ۱۹۰٫۱۵ g/mol می‌باشد. 